# 計量学
計量学（けいりょうがく、英: metrology）とは、計量・測定・計測・度量衡を研究対象とする学術分野。『国際計量用語集』(JCGM 200:2008) によると、「計量学は測定対象の分野や測定の不確かさを問わず、測定という行為のあらゆる理論的および実践的観点を含む」とされる。日本語では測定学（そくていがく）、計測学（けいそくがく）、度量衡学（どりょうこうがく）とも呼ばれる。用語については後述。
本項では、学術の一分野として、また測定に係る営みとしての計量学について解説する。行為としての測定そのものに関する詳細な解説は「測定」の項目を参照のこと。

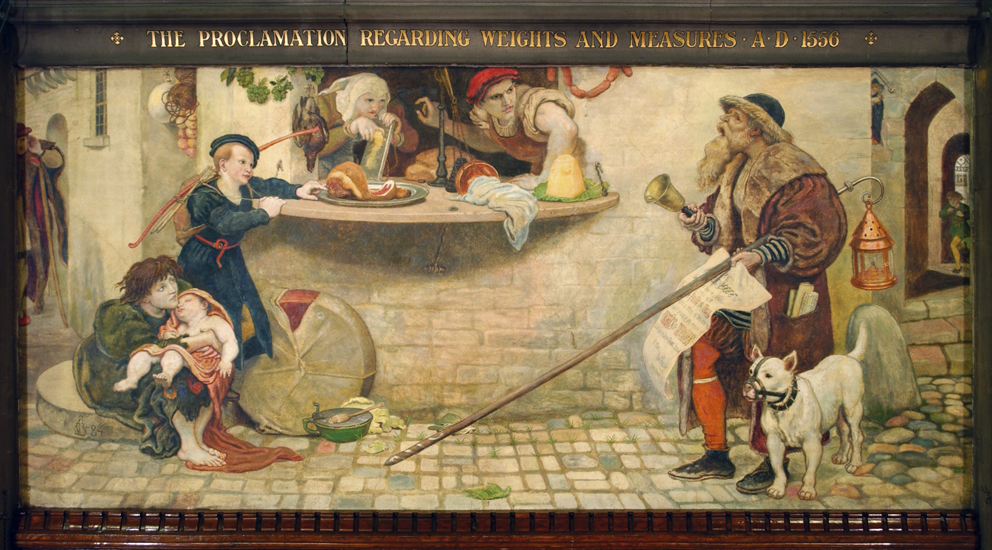
フォード・マドックス・ブラウンの連作『マンチェスターの壁画』（1879年〜1893年制作）より、「度量衡に関する布告、紀元1556年」。マンチェスター市民に対し、各自が所持する度量衡を持参して測定標準と較正することを命じる勅令が出た時の場景を描く。測定系と測定標準の関連付けは計量学の重要な要素であり、現代ではトレーサビリティの確保という枠組みのもとで推進されている。

## 用語
英単語としての metrology は 古代ギリシア語の μέτρον（metron, 秤、物差し）と λόγος（logos, 言葉、論理）を語源とする。Metrology は時に測定行為自体を指すこともある。
一方、測定にかかわる技術は各分野でそれぞれ独自に発達したこともあって日本語の用語は統一されておらず、英語との対応関係も一対一となっていない。Metrology に対応する訳語としては「計量学」、「測定学」、「計測学」、「度量衡学」など多岐にわたる。本項では産業技術総合研究所計量標準総合センターの計量用語集に倣い「計量学」を用いている。

## 測定の営みと計量学の3種の活動

トレーサビリティチェーン

測定とは、ある量を決められた一定の「基準」と比較し、数値または符号で表すことである。例えば日常的に長さの測定を行う時は定規や巻尺を用い、機械工場などでより精密な測定が必要となる時はマイクロメータを用いて、長さを数値として得ることができる。このような測定のための計器や他の装置との組合せ系を測定系（measuring system）と呼ぶ。
各測定系の示す値は可能な限り一致している必要があるため、基準として「ある単位又はある量の値を定義、実現、保存又は再現することを意図した計器、実量器、標準物質、測定系」が必要となる。これを標準（standard）と呼ぶ。標準によって実現されるべき値は国際的な合意により定まっているが、実用上は、国際標準と比較して値が決定された国家標準、国家標準と比較された参照標準、さらに実用標準といった連鎖で、各標準が用意されている（それぞれ英語では international standard, national standard, reference standard, working standard）。

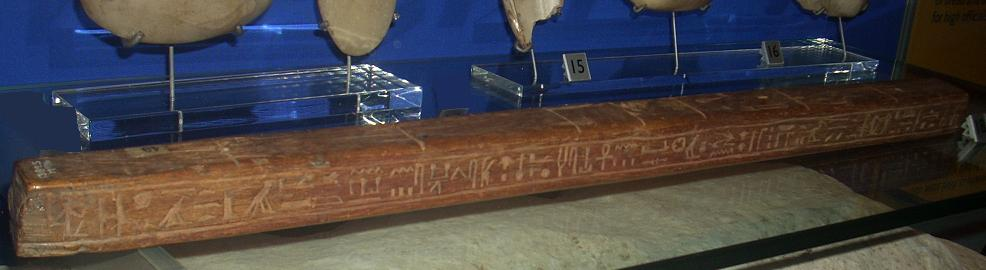
古代エジプトのキュビット標準

この過程を上流から眺め直すと、計量学を主に3種の活動に分類することができる。
計量単位の定義（definition）
例えば、1メートルを「北極点と赤道の距離の1/10000000」と定義すること。1983年には不確実性を低減するために定義が改められ、「真空中で1秒の1/299792458の時間に光が進む行程の長さ」とされた。その後も国際単位系 (SI) には他の数々の欠点が指摘され、2019年に行われた定義の改訂では計量学が重要な役割を果たした。
計量単位の現示（realisation）
例えば、上記のメートルの定義を実際の長さとして具現化すること。かつてはメートル原器の製作により行われた。現在はヨウ素で安定化されたヘリウムネオンレーザーを用いる。
トレーサビリティ（traceability）の確立
測定値および測定の正確さを決定して文書化し、その知識を普及すること。また、不確かさがすべて表記された切れ目のない比較の連鎖によって、単位の定義から各種標準、そして測定系を全て関連付けること。これにより、測定結果や標準の値はより高いレベルの標準に関連付けられ、トレーサビリティチェーンを辿っていくことによって最終的に一次標準（primary standard）に到達することができる。

## 分野

### 計量学の3分野
計量学は次の3つの分野に分けることができる。なお、この3つの分野は決して排他的なものではなく、常に一定の共通部分を持っている。
科学計量（scientific metrology）
「測定標準」の研究・開発・維持
産業計量（industrial metrology）
産業界（生産・物流プロセス）などでの測定器の適正な機能の確保、較正
法定計量（legal metrology）
商取引などに用いられる測定の正確性の担保、法規の整備
これらの中でも特に産業計量は、資源・工業・物流・医療・環境など経済社会の極めて広範な分野に関係し、計測機器の開発・製造、装置の整備・利用（計装）など、工学に特化した課題が極めて多い。このような課題は計測工学として一つの分野を形成する。

### 学術・技術と計量学

国際単位系 (SI) 基本単位（色つき）の定義によるお互いの関連性と、基本単位と基本物理定数（灰色）の間の関係性。詳しくはSI基本単位の再定義 (2019年)参照

科学的方法においては客観的かつ測定可能な事実に基づいて議論が展開されるため、計量学が不可欠である。優れた測定ツールがあれば、測定の精度・正確性を向上させることが可能になり、学術研究をさらに進めることができる。
一方で、計量学の発展には、技術分野、特に科学技術分野の発達が必要不可欠である。これはメートルの定義の変化を考えるとわかりやすい。メートルは地球の大きさを基準に制定されたが、その後の研究により地球が単純な球でないことがわかったため、メートル原器による定義に切り替えられた。しかし原器の精度に限界があることが指摘されたため、その後、クリプトン-86元素が真空中で発する電磁スペクトルの基準を経て、現在では光速が基準となっている。電磁気学・地球科学などの発展、金属加工技術の発達、高度な装置を製造する技術の発達など、単位実現のための科学技術の研究開発により、メートルの定義がより高精度なものへと進化していったことがわかる。

### 産業と計量学
産業革命以降の人類社会における大量生産には、均質で整った工業製品を多数製造することが求められる。これを可能にしているのは物体の正確かつ高速な計量であり、計量学の発展は産業的な付加価値の創出に直結してきた。実際、各国の計量標準機関（後述）について、日本（NMIJ）の場合文部科学省ではなく経済産業省の所管下に、アメリカ合衆国（NIST）の場合商務省の所管下にそれぞれ置かれているという事実が、計量学が通商分野で重要視されるものであるということを端的に示している。

### 法・行政と計量学
測定はあらゆる人が共通の基準を用いて行うことが求められるため、その共通性を担保し維持するためには政府の関与や法による規制が必要となる。該当条項を遵守しない計量器（measuring instrument）が市場に出回ることを防止するのは政府の責任である。
また、計量器以外の製品についても、製品の大きさや量が表示と一致している必要がある。所定の要件に適合する製品を製造することは製造者の責任であり、それを満たさない製品は市場から引き上げさせることが政府の責任である。
このため、例えば日本においては、計量の基準を定め適正な計量の実施を確保することを目的として計量法が制定されている。また、計量器の検査や計量管理を主な職務とし、取引や証明などにおいて信頼される適正な計量を確保するための国家資格に計量士がある。

## 研究機関

### 国際機関
測定における最優先の課題は、統一された単位の利用と、その大きさの一致である。測定者によって基準が異なっていては測定は意味をなさなくなるからである。メートル条約以降、国際機関を通じた密接な協力体制によって、度量衡の統一が維持されてきたため、計量学に関する国際的な体制は極めて良く整備されている。主な機関を以下に記す。
- 国際度量衡総会 (CGPM) - 意思決定機関
- 国際度量衡委員会 (CIPM) - 理事機関
- 国際度量衡局 (BIPM) - 研究機関
- 国際法定計量機関 (OIML)
- 計測、認定及び標準化における発展途上国支援の調整合同委員会 (JCDCMAS)

このほか、国際標準化機構 (ISO) や国際電気標準会議 (IEC) などの標準化団体、国際純正・応用化学連合 (IUPAC) や国際純粋・応用物理学連合 (IUPAP) などの国際学術機関、世界貿易機関 (WTO) などの国際連合機関をはじめ、数多くの機関が関係する。

### 国家計量標準機関
計量学は国家の産業や市民生活全般に影響をおよぼすため、各国は国立またはそれに準ずる形で計量学に特化した研究機関を設置している。これら機関のことを国家計量標準機関（英語: national metrology institute, NMI）と呼ぶ。以下に例を示す。このほか、各NMIへのリンク集を産総研の国際計量室のウェブサイトで閲覧することができる。
| 国             | 機関                                        | 略称       |
| -------------- | ------------------------------------------- | ---------- |
| アメリカ合衆国 | アメリカ国立標準技術研究所                  | NIST       |
| イギリス       | イギリス国立物理学研究所                    | NPL        |
| インド         | インド国立物理学研究所                      | NPL        |
| オーストラリア | オーストラリア連邦科学産業研究機構          | CSIRO      |
| 韓国           | 韓国標準科学研究院                          | KRISS      |
| シンガポール   | シンガポール科学技術研究庁 国立計量センター | NMC/A*STAR |
| タイ           | タイ国家計量標準機関                        | NIMT       |
| 中華人民共和国 | 中国計量科学研究院                          | NIM        |
| ドイツ         | ドイツ物理工学研究所                        | PTB        |
| 日本           | 産業技術総合研究所 計量標準総合センター     | NMIJ/AIST  |
| フランス       | フランス国立計量試験研究所                  | LNE        |

### 地域計量組織

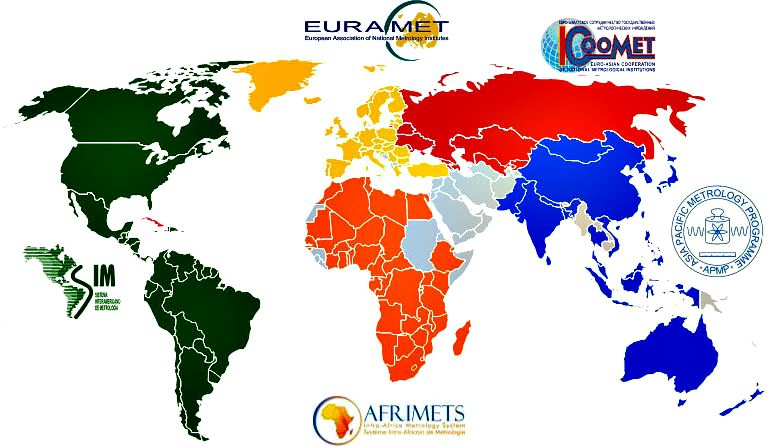
各大陸の地域計量組織

各国のNMIは地域別の地域計量組織（regional metrology organisation, RMO）に所属し、連絡・協力体制を構築している。各RMOとおおまかな地域を示す。
- アジア太平洋計量計画 (APMP) - 東アジア・東南アジア・南アジア・オセアニア
- アフリカ内計量システム (AFRIMETS) - アフリカ
- アメリカ全大陸計量システム (SIM) - 南北アメリカ
  - ANDIMET - アンデス諸国の計量組織
  - CAMET - 中米地域の計量組織
  - CARIMET - カリブ諸国の計量組織
  - NORAMET - 北米地域の計量組織
  - SURAMET - 南米地域の計量組織
- 欧州-アジア国家計量標準機関協力機構 (COOMET) - 東ヨーロッパ・北アジア
- 欧州国家計量標準機関協会 (EURAMET) - 西ヨーロッパ・北ヨーロッパ・南ヨーロッパ